# Fakele I
Fakele I est un village du Cameroun, situé dans la commune de Mbalmayo, le département du Nyong-et-So'o et la région du Centre.

## Population
En 1963, Fakele I comptait 99 habitants, principalement des Bané. Lors du recensement de 2005, on y a dénombré 138 personnes.